# Cognex
Cognex Corporation (NASDAQ: CGNX

) er en amerikansk producent af machine vision-systemer, software og sensorer til automatiseret fremstilling. Cognex har hovedkvarter i Natick, Massachusetts og kontorer i over 20 lande. Cognex blev etableret i 1981.